# Eugénie Duisit
Eugénie Duisit-Maucurier, née le 27 mai 1909 à Paris où elle est morte le 25 juin 2000, est une dirigeante sportive française attachée à l’histoire des patronages féminins. Elle s’est en outre particulièrement distinguée comme ambulancière de la 1re armée française pendant la seconde guerre mondiale et puis pour son activité plus générale en faveur du sport féminin aux côtés de Marie-Thérèse Eyquem.

## Biographie

### Le Rayon sportif féminin
Eugénie Marie Louise Duisit, née le 27 mai 1909 à Paris,, vient à la pratique sportive par le patronage paroissial de jeunes filles de l’église Saint-Roch, les Marines sportives du centre de Paris. De là, elle s’engage avant la Seconde Guerre mondiale dans les structures du Rayon sportif féminin (RSF) où elle côtoie Marie-Thérèse Eyquem, établissant avec elle des liens durables d’amitié et d’estime. Celle-ci lui confie alors l’expansion de l’organisation dans la partie sud du pays.
L’armistice du 22 juin 1940 la trouve en mission à Lyon où elle prend la direction, le 13 décembre 1940, du secrétariat du RSF pour la zone libre domicilié au 2 rue de la Poulaillerie. La politique du régime de Vichy exigeant le rattachement des organisations sportives féminines à une fédération masculine, le RSF se trouve contraint de fusionner avec la Fédération gymnastique et sportive des patronages de France (FGSPF). Eugénie Duisit assure alors pour celle-ci le rôle de déléguée générale de la zone libre. C’est à ce titre qu’elle visite dans le cadre d’une mission le mouvement sportif algérien le 30 octobre 1942. Son retour est prévu le 17 novembre pour le congrès de Paris mais le 8 novembre les alliés débarquent en Afrique du Nord.

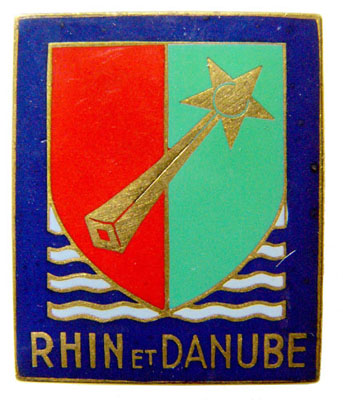
Insigne Rhin et Danube
(1re armée française).

### L'armée d'Afrique
Eugénie Duisit met ce contretemps à profit pour s’engager comme ambulancière militaire dans l’armée d’Afrique, une composante de la 1re armée française, où elle est célèbre sous le surnom de Marie-Louise. Elle participe à la campagne de Tunisie puis à celle d’Italie où elle se distingue pendant la bataille du Monte Cassino, durant laquelle sa conductrice d’ambulance est tuée à ses côtés et elle-même est grièvement blessée. Néanmoins, sous les ordres du général de Monsabert, elle prolonge son service jusqu’en Alsace avant d’entrer dans l’Allemagne vaincue en 1945. Membre de l’association Rhin et Danube, dès le 8 avril 1946, elle lui reste fidèle jusqu’à sa mort le 25 juin 2000. Ses obsèques ont lieu en son église Saint-Roch à Paris, en présence des drapeaux de la 1re armée française.

### FGSPF,FSF,FSCF
Dès sa démobilisation elle reprend, en janvier 1946, ses fonctions à la FGSPF qui devient Fédération Sportive de France (FSF) en 1947. Le 13 avril 1953 elle épouse Gabriel Maucurier, ex-international de gymnastique et inspecteur d’éducation physique de la ville de Paris, qui assure alors la direction technique de la gymnastique à la FSF. La cérémonie religieuse est présidée en l’église Saint-Roch par le chanoine Wolff, aumônier fédéral et le mariage civil prononcé par le Dr Meunier, maire du 1er arrondissement et membre du comité directeur de la FSF. La FSF change à nouveau son sigle en 1968 pour celui de Fédération sportive et culturelle de France (FSCF). Elle en assume toujours le secrétariat gymnique — auquel incombe le suivi de la formation des cadres et de l'organisation des grands championnats — jusqu’à sa retraite en avril 1974. En tenant compte du Rayon sportif féminin, Eugénie Duisit l'a fait à travers quatre fédérations sans cesser de servir les patronages.

### Autres mandats
Le 1er décembre 1952, elle accède à la vice-présidence de l'Amicale des sportives françaises nouvellement créée et contribue largement, toujours avec Marie-Thérèse Eyquem, à l’expansion de l’association.

## Notoriété
Aspirante du bataillon médical de la 3e division d’infanterie algérienne, Eugénie Duisit est titulaire de nombreuses décorations :
- le général Juin[N 2] lui remet la croix de guerre 1939-1945 avec palme le 28 février 1944[RH 3] ;
- elle est encore citée deux fois à l’ordre de la brigade et félicitée par le général de Gaulle lui-même au mois de mars 1944[J 3] ;
- le 6 mars 1948 elle reçoit la médaille militaire des mains du général de corps d'armée Guillaume[2].

La Légion d’honneur ne lui ayant pas été octroyée à titre militaire, elle la refuse à titre civil lors de son départ à la retraite en 1974.

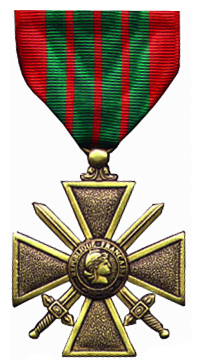
Médaille de la croix de guerre 1939-1945.
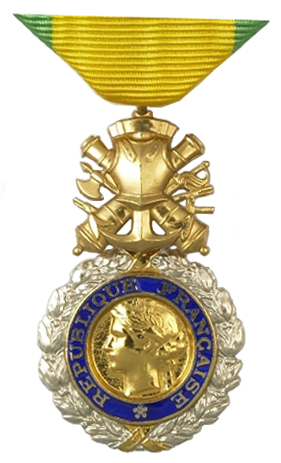
Médaille militaire.